# Parma (bouclier)
 (juin 2018).
Si vous disposez d'ouvrages ou d'articles de référence ou si vous connaissez des sites web de qualité traitant du thème abordé ici, merci de compléter l'article en donnant les références utiles à sa vérifiabilité et en les liant à la section « Notes et références ».
La parma ou parmula (le diminutif de parma) est un type de bouclier rond utilisé par l'armée romaine, en particulier au cours de la dernière période de l'histoire Impériale.

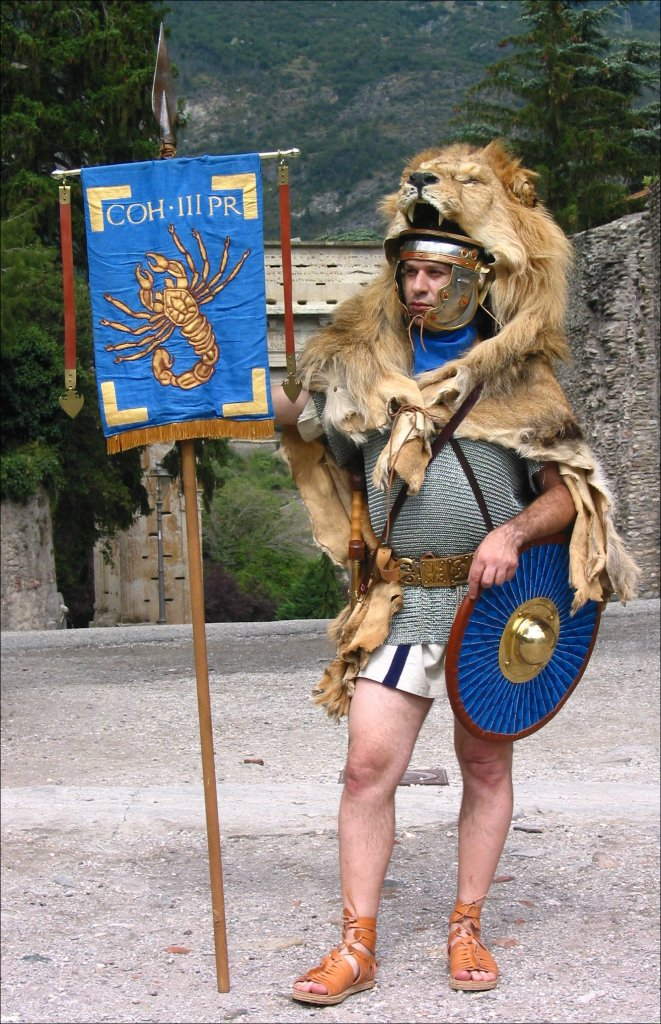
Un homme porte une reproduction d'un costume de vexillarius de l'époque romaine et portant une parma.

## Caractéristiques
La parma mesurait environ 36 pouces (91 cm) de diamètre (ou moins) et comportait des pièces en fer, en faisant une pièce d'armure très efficace. La parma disposait d'une poignée et d'un umbo (bosse centrale pouvant servir d'arme).
La parma a été utilisée par les légionnaires vers le début de la République Romaine. Elle faisait partie de l'équipement de la plus basse classe de la division de l'armée — les Velites. L'équipement des vélites se composait ainsi de la parma, d'un javelot, d'un glaive et d'un casque. Plus tard, la parma a été remplacée par le scutum, qui couvrait entièrement le corps et les velites ont été supprimées par la réforme marianique.

## Usage militaire
Il a été principalement utilisé par les auxiliaires de l'infanterie et de la cavalerie, les légionnaires préférant le scutum, plus lourd, mais offrant une meilleure protection. Il était aussi utilisé par les porte-étendards.
Dans l'Énéide, Virgile cite la parma comme l'une des armes utilisées par les Teucriens dans la défense contre les Grecs (Bataille de Troie), et plus tard contre les Rutulians.

## Autres utilisations
Le terme de parma pouvait aussi désigner le bouclier utilisé par le thrace (gladiateur).
Il a également été utilisé par les vexillifers romains (ou porte-drapeaux) qui portaient l’étendard de la cohorte, ainsi que par la plupart des auxiliaires.
Dans la danse pyrrhique, il était soulevé au-dessus de la tête et frappé avec une épée de manière à émettre un bruit de sonnerie.